# 阿索格斯縣
阿索格斯縣（西班牙語：Cantón Azogues），是厄瓜多爾的縣份，位於該國中南部，由卡尼亞爾省負責管轄，始建於1825年4月16日，面積613平方公里，2010年人口70,064，人口密度每平方公里114.3人。
2°44′S 78°50′W / 2.733°S 78.833°W